# Герхард III (граф Хойя)
Герхард III (нем. Gerhard III. von Hoya; р. ок. 1319,  ум. 1383) — граф Хойя с 1324 года. Сын Оттона II фон Хойя и Эрменгарды Гольштейнской.
После смерти отца в 1324 году Герхард III наследовал его владения вместе с братом — Иоганном. В 1338 году они купили графство Альтбруххаузен.
В 1345 году братья разделились: Иоганн получил Верхнее графство с центром в Нинбурге, Герхард III — Нижнее графство с центром в Хойя, а также Альтбруххаузен.
Герхард III участвовал в войне за Люнебургское наследство (с 1370) (на стороне Магнуса Торкватуса) и вёл феодальные войны с соседними князьями и епископством Минден.

## Семья
Первая жена (свадьба до 1338) — Жизела Ольденбургская (ум. 1343), дочь Иоганна II Ольденбургского. Вторая жена — Ютта фон Дельменхорст. От неё дети:
- Оттон (ум. 1428), граф Нижнего Хойя,
- Иоганн
- Генрих (ум. 1441), в 1407—1426 епископ Фердена,
- Герхард (ум. 1398), с 1371 домхерр в Бремене, возможно с 1397 г. был епископом Миндена.